# Surinaamse parlementsverkiezingen 1912
De Surinaamse parlementsverkiezingen in 1912 vonden plaats in maart en april van dat jaar. 
Er konden vier leden voor de Koloniale Staten gekozen worden in verband met het periodiek aftreden van S.B. Bibaz, L.L. Beckeringh van Loenen, F.C. Curiel en R.A. Tammenga. Daarvan hebben zich de eerste twee herkiesbaar gesteld.
| Kandidaat                  | Stemmen in de eerste ronde | Stemmen in de tweede ronde | resultaat |
| -------------------------- | -------------------------- | -------------------------- | --------- |
| L.L. Beckeringh van Loenen | 289                        | -                          | gekozen   |
| S.B. Bibaz                 | 225                        | -                          | gekozen   |
| P.A. May                   | 169                        | 97                         | x         |
| D. Olthuis                 | 152                        | 164                        | gekozen   |
| L.R. Worst                 | 107                        | -                          | x         |
| E. Zeiler                  | 206                        | -                          | gekozen   |

Bij deze verkiezingen mochten alleen mannen die aan bepaalde voorwaarden voldeden (censuskiesrecht) stemmen. Bij de eerste ronde in waren er 359 geldig uitgebrachte stembiljetten waarbij een kiezer voor meer dan een kandidaat kon stemmen. Er waren vier zetels te verdelen en om in de eerste ronde gekozen te kunnen worden had een kandidaat de stem nodig van meer dan de helft van de geldig uitgebrachte stembiljetten (minstens 180 stemmen). Drie kandidaten voldeden aan die voorwaarde. Bij de 'herstemming' met de twee overgebleven kandidaten kreeg Olthuis de meeste stemmen zodat hij verkozen werd tot Statenlid.
Na deze verkiezingen had de Koloniale Staten de volgende dertien leden:
| Naam                       | Gepland jaar van aftreding | Bijzonderheden                       |
| -------------------------- | -------------------------- | ------------------------------------ |
| I. da Costa                | 1916                       | voorzitter                           |
| L.L. Beckeringh van Loenen | 1918                       | vicevoorzitter                       |
| A.R. Bueno                 | 1914                       | in 1913 opgevolgd door W. Kraan      |
| T.L. Ellis                 | 1914                       | in 1913 opgevolgd door J.A. Jessurun |
| R. Fabriek                 | 1914                       |                                      |
| H.J. van Ommeren           | 1914                       |                                      |
| A.F.C. Curiel              | 1916                       |                                      |
| J.A. Dragten               | 1916                       |                                      |
| F. Smith                   | 1916                       | in 1912 opgevolgd door P.A. May      |
| J.R. Thomson               | 1916                       |                                      |
| S.B. Bibaz                 | 1918                       |                                      |
| D. Olthuis                 | 1918                       |                                      |
| E. Zeiler                  | 1918                       | in 1914 opgevolgd door H. Salm       |